# IndieWire
Criado em 1996, o IndieWire (às vezes estilizado como indieWIRE ou Indiewire) é um site de opinião a respeito da indústria cinematográfica. É direcionado a filmes independentes. Desde 19 de janeiro de 2016, Indiewire é uma subsidiária da Penske Media Corporation.

## História
A newsletter do indieWIRE foi lançada em 15 de julho de 1996, caracterizando-se como "o serviço de notícias diário para o cinema independente".
Seguindo os passos de vários empreendimentos editoriais baseados na web e e-mail, indieWIRE foi lançado, no verão de 1996, como uma publicação diária grátis por e-mail, pelos cineastas e escritores de Nova Iorque e Los Angeles, Eugene Hernandez, Marcos Rabinowitz, Cheri Barner, Roberto A. Quezada e Mark L. Feinsod.
Inicialmente distribuído para algumas centenas de assinantes, o número de leitores cresceu rapidamente, passando de 6.000 no outono de 1997.
Em janeiro de 1997, indieWIRE, fez sua primeira aparição no Festival Sundance de Cinema, para começar a sua cobertura de festivais de cinema. Oferecia o jornal impresso indieWIRE: On The Scene, além da cobertura online. Impresso no local, com baixa tecnologia e em preto e branco, a publicação foi capaz de antecipar as notícias dos tradicionais jornais comerciais de Hollywood, Variety e Hollywood Reporter devido ao atraso destas publicações que tinham de ser impressas em Los Angeles. Devido a uma equipe zelosa que estava disposta a imprimir e distribuir jornais em todas as horas do dia e da noite, muitas vezes entregando-os para o público à espera de filmes online, indieWIRE foi logo apelidado de "The School Paper" ("o jornal da escola").  Enquanto o estilo e a aparência da impressão de jornais melhoraram ao longo dos anos, o apelido pegou.[carece de fontes?]
O site indieWire.com foi lançado em 12 de janeiro de 1998 e o indieWIRE anunciou que passaria a cobrar pelos serviços. Quando se encontrou com o otimismo cauteloso da revista Wired, o experimento falhou e o indieWIRE voltou a ser um serviço gratuito em menos de um ano depois.
O site foi adquirido pela Snagfilms em julho de 2008. Em 8 de janeiro de 2009, o editor do indieWIRE Eugene Hernandez anunciou que o site estava passando por um relançamento e que seria "totalmente reimaginado".
Em 2011, com o lançamento do novo design, o site mudou a ortografia formal de seu nome de indieWIRE para Indiewire.
Em 2012, o Indiewire ganhou o Prêmio Webby na categoria de Filme e Película.

## Recepção
O indieWIRE é dito para cobrir eventos de cinema menos conhecidos ignorados pela perspectiva mainstream. Na Wired, Janelle Brown escreveu, em 1997:
"Atualmente, o indieWIRE tem pouca ou nenhuma concorrência: revistas como Hollywood Reporter e Daily Variety podem cobrir filmes independentes, mas a partir de uma perspectiva de Hollywood, escondida por uma enorme quantidade de notícias mainstream. Como o cineasta Doug Wolens aponta, o indieWIRE é um dos poucos lugares onde os cineastas podem manter-se de forma consistente e confiável informados a respeito dos festivais de cinema pequenos, frequentemente ignorados, de quais filmes são estreados e do que os outros cineastas estão pensando."
Em 2002, a revista Forbes reconheceu o IndieWire, juntamente com outros 7 participantes da categoria de "Apreciação de Cinema", como o "Melhor da Web Pick". descrevendo a sua melhor característica como "quadros repletos de cineastas" e a pior como "motor de busca glacial".
O indieWIRE foi elogiado por Roger Ebert, Kevin Smith, James Schamus e Tom Bernard.[carece de fontes?]

## Escolha dos Críticos
| Ano  | Melhor Filme               | Melhor Atuação                                                |
| ---- | -------------------------- | ------------------------------------------------------------- |
| 2006 | The Death of Mr. Lazarescu | Helen Mirren por The Queen                                    |
| 2007 | There Will Be Blood        | Daniel Day-Lewis por There Will Be Blood                      |
| 2008 | Flight of the Red Balloon  | Mickey Rourke por The Wrestler                                |
| 2009 | Summer Hours               | Tilda Swinton por Julia                                       |
| 2010 | The Social Network         | Édgar Ramírez por Carlos                                      |
| 2011 | The Tree of Life           | Michael Fassbender por Shame Michael Shannon por Take Shelter |
| 2012 | Holy Motors                | Denis Lavant por Holy Motors                                  |
| 2013 | 12 Years a Slave           | Chiwetel Ejiofor por 12 Years a Slave                         |

| Ano  | Melhor Filme       | Melhor Diretor                       | Melhor Atriz Principal                   | Melhor Ator Principal                      |
| ---- | ------------------ | ------------------------------------ | ---------------------------------------- | ------------------------------------------ |
| 2014 | Boyhood            | Richard Linklater por Boyhood        | Marion Cotillard por Two Days, One Night | Ralph Fiennes por The Grand Budapest Hotel |
| 2015 | Mad Max: Fury Road | George Miller por Mad Max: Fury Road | Charlotte Rampling por 45 Years          | Michael Fassbender por Steve Jobs          |